# Gail Honeyman
Pour les articles homonymes, voir Honeyman.
Gail Honeyman (Stirling, 1972) est une romancière écossaise.

## Biographie
Sa mère était fonctionnaire et son père était scientifique. Pendant son enfance elle était une lectrice vorace. 
Elle étudia la langue et la littérature française à l'Université de Glasgow avec un master spécialisé en poésie française à l'Université d'Oxford. Elle a travaillé pour l'administration de l'université de Glasgow.
Son roman Eleanor Oliphant va très bien gagna le Prix Costa en 2017.

## Œuvre
- Eleanor Oliphant is Completely Fine, 2017

## Prix
- Prix Costa Book